# Eubaphe pumilata
Eubaphe pumilata là một loài bướm đêm trong họ Geometridae.